# 레위인
레위인(히브리어: לויים)이란 전통적인 의미에서 야곱의 열두 아들 중 레위를 직계 선조로 가지는 유대인 남성을 뜻한다. 고대의 유대인 사회에서 모든 레위인이 제사장 계급을 이루도록 한 것이 그 기원이다. 레위인의 혈통은 부계로 결정된다.

## 개요
유대교의 전통에 따르면 레위인은 고대 이스라엘에서 레위 지파의 구성원으로, 야곱과 레아의 셋째 아들인 레위의 후손이다. 레위는 야곱의 열두 아들 중 한 사람에 포함된다. 그러나 레위 지파는 이스라엘의 열두 지파에 속하지 않는 것으로 간주된다. 레위 지파가 하나님의 소유가 되고(민수기 1:47~54, 3:12), 요셉의 두 아들 므나쎄와 에브라임의 후손이 각각 하나의 지파로 여겨지면서 열두 지파에서는 제외되었다(신명기 27:12~13). 이스라엘 민족의 제사장이 되는 특수한 지파로서, 모든 제사장은 레위인으로 구성되었다. 처음에는 레위인이라는 말과 제사장이라는 말이 같은 뜻으로 쓰였다. 그러나 제사장이 아론의 직계로 한정되면서부터 제사장이 아닌 레위 지파 사람이 레위인으로 불렸으며, 제사장을 도와 종교적 업무에 종사하는 계급을 가리키게 되었다.
그들은 다윗 왕 시대에 3계급으로 나뉘고, 각 계급은 24반으로 분류되었다. 첫째 계급은 사제직이었고, 둘째 계급은 예루살렘 성전에서 악사의 역할을 하였으며, 셋째 계급은 성전지기 및 그 문지기였다. 그 밖에 모든 레위인은 성전에서 일하는 자 외에는 백성을 가르치는 일을 맡았다. 이들의 생활을 유지시키기 위하여 48개의 성읍과 각각의 땅을 제공하고, 또 국내의 농산물과 가축의 1/10을 주었는데, 그들은 다시 그 1/10을 사제에게 바쳤다. 이것이 십일조 제도의 기원이다. 신약시대에는 이미 그 제도나 세력이 미약해져서 성전 제사의식에서의 심부름을 하는 정도로 되었다.

## 주요 인물

### 고대
- 모세
- 아론
- 비느하스
- 엘르아살
- 미리암
- 엘리
- 에제키엘
- 이사야
- 사독
- 예레미야
- 사무엘
- 하바꾹
- 에즈라
- 아비아달
- 세례자 요한

## 같이 보기
- 사마리아인